# Dorcaschema alternatum
Dorcaschema alternatum är en skalbaggsart som först beskrevs av Thomas Say 1824.  Dorcaschema alternatum ingår i släktet Dorcaschema och familjen långhorningar. Inga underarter finns listade i Catalogue of Life.